# PFTS Index

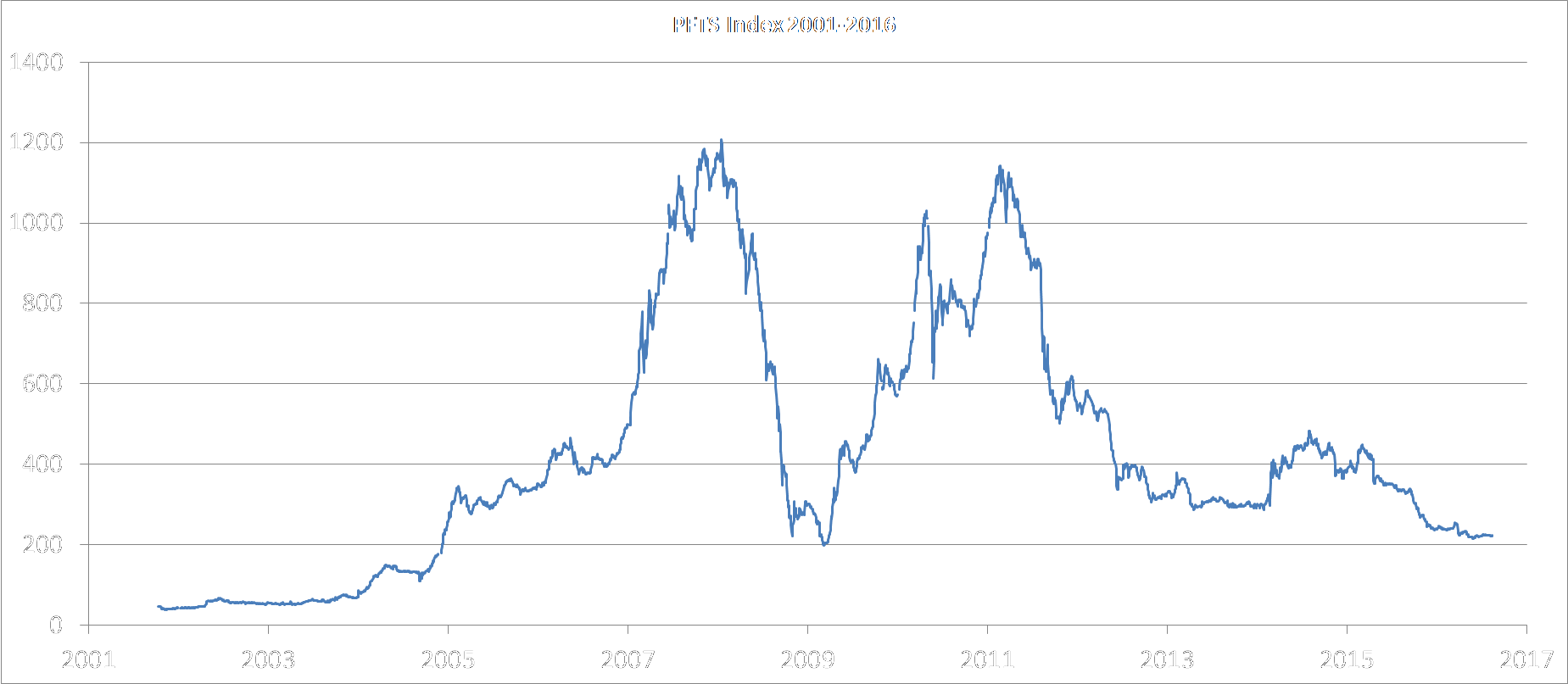
Índice bursátil PFTS ucraniano 2001-2016.
Muestra una serie temporal del principal índice bursátil ucraniano PFTS entre 2001 y 2016.

El PFTS Index es el índice de referencia de la bolsa ucraniana de valores PFTS, el principal mercado de valores de Ucrania. Fue creado el 1 de octubre de 1997 como un índice ponderado para representar el cambio porcentual del valor de mercado de la cesta de valores. En la actualidad es el único índice bursátil reconocido y seguido de cerca por la comunidad financiera internacional.
Muchas de las compañías del PFTS Index se especializan en la extracción y proceso de materias primas, y por lo tanto el índice es muy sensible a las fluctuaciones globales de precios de estas materias. El índice está exageradamente representado por el sector secundario de la economía. A 28 de julio de 2009, el peso del sector industrial en el índice era del 52,75%, siendo el resto (47,22%) representado por el sector terciario, dejando la agricultura sin representación.

## Composición
| PFTS Index | PFTS Index | PFTS Index                                    | PFTS Index         | PFTS Index                   | PFTS Index            |
| ---------- | ---------- | --------------------------------------------- | ------------------ | ---------------------------- | --------------------- |
| N          | Símbolo    | Compañía                                      | Industria          | Fecha de entrada en la lista | Capital flotante, (%) |
| 1          | ALMK       | Alchevsk Metallurgical Plant                  | Materias primas    | Marzo de 2005                | 3,87                  |
| 2          | AVDK       | Avdiivka Cokery Plant                         | Materias primas    | Septiembre de 1997           | 3,18                  |
| 3          | AZST       | Azovstal Iron and Steel Works                 | Materias primas    | Septiembre de 1997           | 4,35                  |
| 4          | BAVL       | Raiffeisen Bank Aval                          | Finanzas           | Diciembre de 2004            | 4,04                  |
| 5          | CEEN       | Centrenergo                                   | Servicios          | Octubre de 1997              | 21,71                 |
| 6          | DNEN       | Dniproenergo                                  | Servicios          | Septiembre de 1997           | 2,54                  |
| 7          | DOEN       | Donbasenergo                                  | Servicios          | Septiembre de 1997           | 14,23                 |
| 8          | ENMZ       | Enakievo Metallurgical Plant                  | Materias primas    | Septiembre de 2005           | 9,37                  |
| 9          | KVBZ       | Krukivsky Carriage Works                      | Industrial         | Noviembre de 2006            | 4,71                  |
| 10         | MSICH      | Motor Sich                                    | Industrial         | Septiembre de 1997           | 33,80                 |
| 11         | MZVM       | Mariupol Heavy Machinebuilding Plant          | Industrial         | Abril de 2005                | 15,72                 |
| 12         | NITR       | INTERPIPE Nizhnedneprovsky Tube Rolling Plant | Materias primas    | Septiembre de 2007           | 6,10                  |
| 13         | PGOK       | Poltava Ore Mining and Processing Plant       | Materias primas    | Noviembre de 2003            | 2,57                  |
| 14         | SMASH      | Sumy Frunze Machine Building Plant            | Industrial         | Octubre de 1997              | 9,08                  |
| 15         | STIR       | Stirol                                        | Materias primas    | Septiembre de 1997           | 9,61                  |
| 16         | UNAF       | Ukrnafta                                      | Petróleo y gas     | Septiembre de 1997           | 8,00                  |
| 17         | USCB       | Ukrsotsbank                                   | Finanzas           | Septiembre de 1997           | 4,52                  |
| 18         | UTLM       | Ukrtelecom                                    | Telecomunicaciones | Septiembre de 2002           | 7,14                  |
| 19         | YASK       | Yasynivka Cokery Plant                        | Materias primas    | desconocido                  | 14,51                 |
| 20         | ZAEN       | Zakhidenergo                                  | Servicios          | Septiembre de 1997           | 18,45                 |

## Historia
Mayores acontecimientos:
- 2003

En noviembre de 2003, el consejo de administración de PFTS adoptó nuevas enmiendas al cálculo del PFTS Index de tal modo que se tuviera en cuenta en el precio de los valores el capital flotante, excluyendo los holdings de propiedad estatal. Estos cambios tuvieron efecto en enero del año siguiente y potenciaron los valores de empresas privatizadas.
- 2004

Durante la Revolución naranja, el PFTS Index fue suspendido durante 10 días —la mayor suspensión de su historia— debido a la falta de liquidez inducida por la inestabilidad política.
- 2005

En julio un comité especial fue creado para supervisar el cálculo de todos los índices PFTS para asegurar la mayor conformidad de estos índices con las condiciones de mercado. La metodología de cálculo fue mejorada y los nuevos cambios aseguraron que las participaciones de accionistas estratégicos, o de los trabajadores y gestores de las empresas no fueran contabilizadas en el índice PFTS.
- 2006

Las acciones de la compañía Zaporizhstal fueron suspendidas en abril debido a la alta volatilidad generada por la incertidumbre sobre sus accionistas mayoritarios y minoritarios. La compañía fue retirada del índice y fue sustituida por Raiffeisen Bank Aval y Luhanskteplovoz. El índice se expandió nuevamente con la incorporación de Poltava Ore Mining and Processing Plant, Sumy Frunze Machine Building Plant y Ukrsotsbank hasta alcanzar los 14 miembros.    
- 2007

Azovstal Iron and Steel Works, Ilyich Iron and Steel Works y Mariupol Heavy Machinebuilding Plant fueron incluidos en el PFTS Index, alcanzando los 17 valores cotizados. El 13 de junio de 2007 se alcanzó el nivel de los 1.000 puntos. En agosto se unió la compañía Motor Sich al índice para llegar a 18 componentes.
- 2008

Dos nuevas compañías se unieron al índice —Avdiivka Cokery Plant y Enakievo Metallurgical Plant— en febrero para llegar a los 20 componentes. En octubre tuvieron lugar más cambios al retirarse del índice Donbasenergo y Luhanskteplovoz siendo reemplazados por Alchevsk Metallurgical Plant y Krukivsky Carriage Works.
- 2009

Se lanza un nuevo sistema de cotización en abril llamado PFTS NEXT. Ese mes el PFTS index crece en un 49.5%, el mayor crecimiento mensual registrado. El índice sube un 80.87% en el segundo trimestre de 2009, el mejor crecimiento entre los 93 mercados de valores registrados por Bloomberg.

## Estadísticas
| Valor de referencia | Nivel de cierre | Fecha                  |
| ------------------- | --------------- | ---------------------- |
| 100                 | 101,87          | 17 de febrero de 2004  |
| 200                 | 202,48          | 7 de diciembre de 2004 |
| 300                 | 303,93          | 14 de enero de 2005    |
| 400                 | 407,91          | 15 de febrero de 2006  |
| 500                 | 507,92          | 10 de enero de 2007    |
| 600                 | 604,70          | 8 de febrero de 2007   |
| 700                 | 702,53          | 20 de febrero de 2007  |
| 800                 | 809,17          | 26 de marzo de 2007    |
| 900                 | 908,85          | 5 de junio de 2007     |
| 1.000               | 1.000,00        | 13 de junio de 2007    |
| 1.100               | 1.117,83        | 25 de julio de 2007    |
| 1.200               | 1.208,61        | 15 de enero de 2008    |
| Mayor cierre        | 1.208,61        | 15 de enero de 2008    |